# 榎田大樹
榎田 大樹（えのきだ だいき、1986年8月7日 - ）は、鹿児島県曽於郡大崎町出身の元プロ野球選手（投手、左投左打）、プロ野球コーチ。

## 経歴

### プロ入り前
大崎小学校4年時に地元の鹿児島県・大崎ソフトボールスポーツ少年団に所属しソフトボールを始める。5年生の時には全国大会優勝。当時、同チームの1学年先輩には松山竜平が在籍して捕手を務めており、榎田ともバッテリーを組んでいた。なお、このチームの監督の新留勝郎は、後に阪神タイガースで榎田とチームメイトとなる福留孝介を指導した人物である。
大崎中学では野球部に入り投手兼外野手。小林西高では1年春からベンチ入りし、秋からは本格的に投手として起用されるようになる。3年の夏は、準決勝で日南学園高に敗れベスト4。甲子園出場はならなかったが、打者として注目され、投手としても高く評価されるも、体育の教員免許が取れる福岡大学に進学。2年上には後に東北楽天ゴールデンイーグルスに入団する藤原紘通、1年上には後に阪神でチームメイトとなる白仁田寛和がいた。4年春には肘を痛めながら2勝を挙げリーグ優勝に貢献し、大学選手権出場を決めた。リーグ通算12勝で、ドラフト候補にも挙げられたが指名されず、東京ガスに入社した。東京ガス時代のチームメイトに、後に楽天に入団する美馬学がいる。
東京ガスでは入社1年目から投手の柱として活躍し、2009年の第80回都市対抗野球大会では若獅子賞を受賞し、好左腕として注目される。翌2010年の第81回都市対抗野球大会でも大いに活躍した。
2010年のNPBドラフト会議で、阪神タイガースから1巡目で指名。契約金1億円に出来高分5000万円、年俸1500万円（金額は推定）という最高条件で入団した。背番号は13。担当スカウト中尾孝義。なお、指名後の同年11月には、広州アジア大会に野球日本代表として参加。銅メダルを獲得した。

### 阪神時代
2011年は4月16日の中日ドラゴンズ戦でプロ初登板。新人ながら、開幕からセットアッパーとして活躍。5月24日の対埼玉西武ライオンズ戦（阪神甲子園球場）でプロ初勝利を挙げると、7月7日の対中日戦（ナゴヤドーム）ではプロ初セーブを記録した。さらに、オールスターゲームにも監督推薦で出場。阪神でオールスターに出場した新人選手は、当時の一軍投手コーチ・藪恵壹の現役時代（1994年）以来であった。後半戦の序盤に蓄積疲労の影響で二軍調整を経験したものの、8月15日に一軍へ再び昇格すると、セットアッパーへ復帰。公式戦全体では、西村一孔（1955年）の60試合を上回る球団新人新記録の62試合に登板した。この間に稼いだホールド数は33で、セントラル・リーグの新人投手では歴代最多、NPBの新人投手全体でも歴代2位に相当する記録であった。
2012年は、前年に続いて開幕からセットアッパーに起用されると、NPBシーズンタイ記録の8試合連続ホールドを記録。9試合目での登板でも無失点に抑えたが、チームが8点差を付けていた場面からマウンドに立ったため、ホールドが付かず新記録の達成を逃した。オールスターゲームでは、選手間投票で選出されていた中日のトニ・ブランコが左手骨折のために出場を辞退したことから、ブランコの代替選手扱いながら2年連続出場が内定していた。しかし、内定後に左肘の関節を痛めたため、結局は榎田自身も辞退（榎田の代役は中日の新人投手・田島慎二）。阪神の選手では藪以来になるはずだった入団1年目からの連続出場には至らなかった。8月21日に一軍へ復帰したが、左肘痛の再発をきっかけに左肘関節炎との診断を受けたため、9月21日に再び出場選手登録を抹消。同月27日には、シーズン終盤にもかかわらず、翌シーズンの早期復帰に備えるべく左肘遊離軟骨の除去手術を受けた。
2013年は、前年に手術を受けた左肘への負担を軽減すべく、プロ入り後初めて先発に転向。4月4日の対中日戦（京セラドーム）で公式戦への先発デビューを果たしたが、失策による1失点（8回2安打自責点0）で敗戦投手になった。しかし、2試合目の登板になった同月11日の対読売ジャイアンツ戦（甲子園）では、8回途中まで2安打無失点に抑えて先発初勝利。一時はセントラル・リーグの防御率ランキングでトップに立つほど好調だったが、4月と7月に2勝ずつ挙げただけで、勝ち星は伸びなかった。9月15日の対東京ヤクルトスワローズ戦（明治神宮野球場）では、ウラディミール・バレンティンから1回裏にシーズン本塁打の日本プロ野球新記録の56号本塁打、3回裏の第2打席に2打席連続でアジア野球新記録の57号本塁打を献上。先発としてプロ入り後最短の3回で降板すると、翌16日以降は一軍から遠ざかった。レギュラーシーズン全体では、リーグ優勝の巨人から先発で3勝を挙げたものの、4勝9敗と負け越し。さらに、3回にわたって戦線を離脱するなど、一軍の先発ローテーションへ完全に定着するまでに至らなかった。シーズン終了後の契約交渉では、球団からプロ入り後初めての減俸提示を受けた末に、推定年俸4100万円（300万円減）で契約を更改した。
2014年は、巨人との開幕カード第3戦（3月30日）で先発を任されたが、3回裏の終了までに4点を失った末に黒星を喫した。以降も3試合に先発したが、2試合で3回途中に降板。4月20日に出場選手登録を抹消された。6月8日の対福岡ソフトバンクホークス戦（甲子園）では、初回に味方打線が9点を取ったが、3回途中6失点で降板。翌9日に登録を再び抹消されると、二軍での再調整を境に、中継ぎ要員として一軍に復帰した。8月に左肩の違和感を訴えたが、最短期間（10日間）での二軍調整を経て、同月29日の対ヤクルト戦（甲子園）に救援登板。一死も取れないまま首脳陣から交代を命じられたばかりか、翌30日の同カードでの救援登板でも一死を取っただけで1点を失ったため、シーズン3度目の登録抹消に至った。一軍公式戦では通算24試合の登板で、2勝1敗2ホールドを記録したものの、先発では1勝も挙げられなかった。
2015年は、左の救援陣が手薄なチーム事情などを背景に、中継ぎ専任で再起を期した。しかし、公式戦への登板はわずか8試合で、2年連続の未勝利に終わった。
2016年は、3月27日に、中日との開幕カード第3戦（京セラドーム大阪）へ救援で登板。1回を無失点に抑えた末に、自身2年ぶりの公式戦勝利を挙げた。一軍公式戦では35試合に登板。防御率は4.35ながら、1勝1敗3ホールドという成績を残した。
2017年は、9月7日の対広島東洋カープ戦（マツダスタジアム）から公式戦3試合に登板。防御率1.42と1ホールドを記録したが、シーズンの大半を二軍で過ごした。
2018年は、春季キャンプを二軍で迎えた後に、教育リーグで実戦登板を重ねていた。

### 西武時代
2018年3月14日に、岡本洋介とのトレードで埼玉西武ライオンズへ移籍することが発表された。背番号は30。3月16日に、NPBから支配下登録選手として公示された。左腕の中継ぎ要員の強化を見込まれての移籍であったが、一軍における左腕の先発要員が事実上菊池雄星に限られるチーム事情から、移籍後は先発投手としての調整へ専念した。
2018年のレギュラーシーズンでは、4月12日の対千葉ロッテマリーンズ戦（ZOZOマリンスタジアム）に、先発投手として移籍後初の公式戦登板。6回を5被安打2失点にとどめ、移籍後初勝利を挙げた。一軍の公式戦における先発勝利は、阪神時代の2013年7月17日に対巨人戦で記録して以来、1730日ぶりであった。この試合から、5月13日にメットライフドームで催された同カードまで、先発登板の4試合に全勝。6月3日の対阪神タイガース戦（メットライフドーム）では、古巣の打線を7回3失点に抑えた末に、一軍の公式戦では自己最多のシーズン5勝目を挙げた。その後も、先発ローテーションの一角で白星を重ねた末に、9月19日の対北海道日本ハムファイターズ戦（メットライフドーム）で2桁勝利を達成。10月2日に札幌ドームで催された同カードに、7回1失点という好投で11勝目を挙げたことによって、レギュラーシーズンを締めくくった。なお、チーム10年ぶりのパシフィック・リーグ優勝を経て進出した福岡ソフトバンクホークスとのクライマックスシリーズ ファイナルステージでは、10月19日の第3戦（メットライフドーム）に先発。ポストシーズン中の公式戦への登板は阪神時代を含めても初めてだったが、3回4失点という内容で敗戦投手になった。結局、チームも2日後（21日）の第5戦でステージ敗退を喫したため、日本シリーズでの登板までには至らなかった。
2019年は、菊池のシアトル・マリナーズ移籍で左腕の先発陣が手薄になったことを背景に、春季キャンプから先発調整。キャンプの途中まで一軍相当の「A班」に帯同していたが、左上腕部の三頭筋を痛めた影響で、一軍への復帰は5月2日の対日本ハム戦（メットライフドーム）での先発登板まで持ち越された。この試合では8回1失点の好投でシーズン初勝利を挙げたものの、投球フォームの乱れから調子を徐々に落としたため、6月中旬から2か月にわたって二軍でフォームを修正。レギュラーシーズン全体では、一軍公式戦13試合の登板で4勝3敗と勝ち越しながら、防御率が6.52にまで達した。
2020年は6月の開幕を二軍で迎える。7月から8月にかけて4試合一軍での先発を任されるも、イニング数を上回る被安打を打たれる苦しいピッチングが続き、8月26日の対日本ハム戦で3回途中5安打7失点と打ち込まれて以降は二軍での調整が続いた。11月2日の対日本ハム戦で7回途中1安打無失点と好投し同年初勝利を挙げるも、これがシーズン最後の一軍登板であり、5試合の先発で1勝1敗、防御率5.25という成績であった。
2021年も開幕を二軍で迎える。3月30日の二軍戦で先発するも打球が直撃し、1イニングで降板。5月1日に実戦復帰するも、5月18日にまたも打球が左指に直撃し緊急降板。左母指末節骨開放性骨折・基節骨骨折と診断され、5月28日に手術を受けた。結局一軍昇格にも至らず、10月20日に戦力外通告を受けた。12月8日に行われた12球団合同トライアウトに参加し、阪神同期入団の荒木郁也ら3人と対戦して被安打1の内容だった。しかし他球団からのオファーはなく、2022年1月24日に現役引退を発表した。

### 現役引退後
前述の現役引退発表に併せて、西武の球団本部ファーム・育成グループ バイオメカニクス（一軍グループ兼務）兼企画室アライアンス戦略に就任することが発表された。
2023年10月13日、翌2024年からファーム投手コーチを務めることが発表された。背番号は85。

## 選手としての特徴

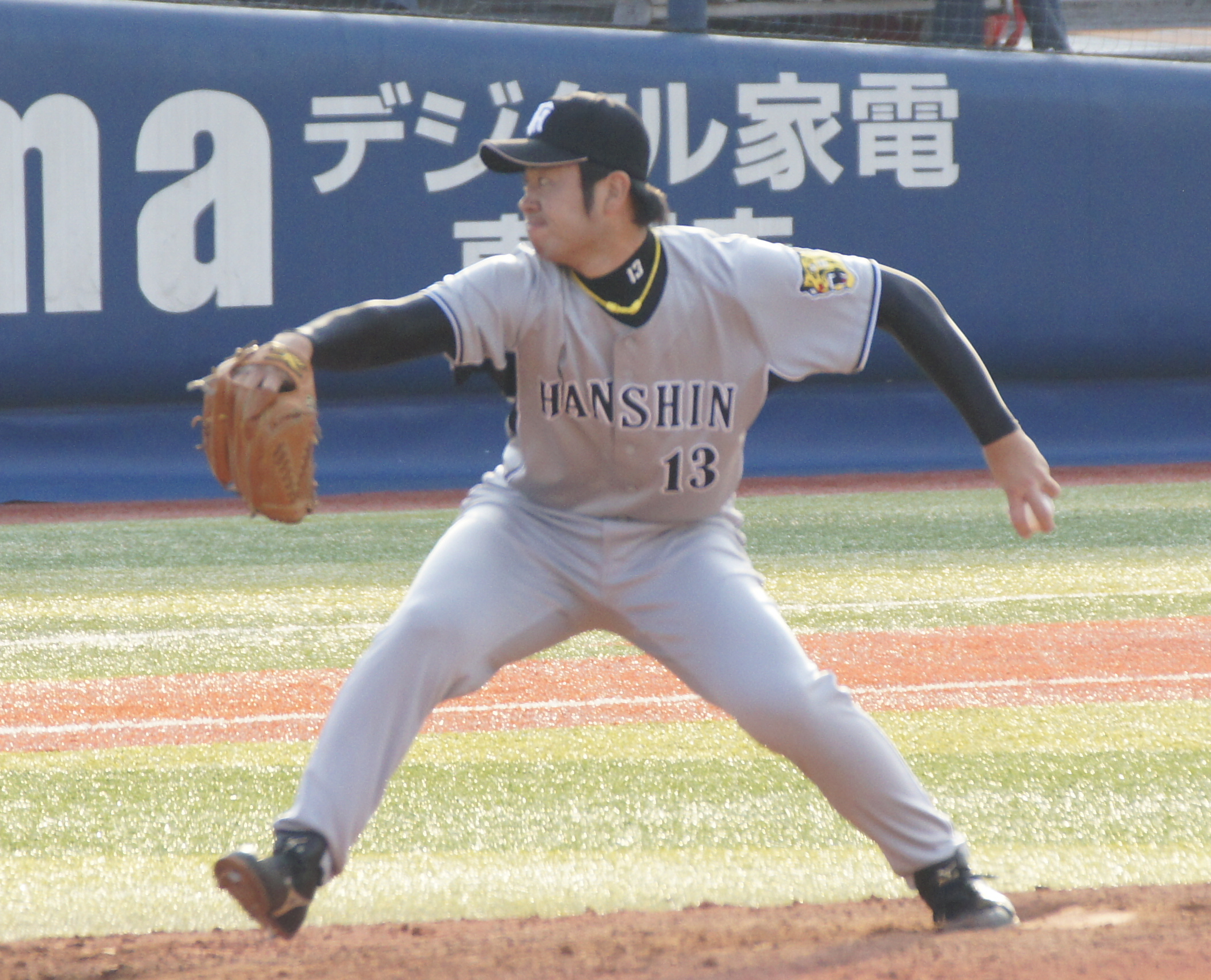
投球する榎田（阪神時代）

平均球速約139 km/h、最速150 km/hのストレートと二種類のスライダー（本人いわく120 km/h前後の縦気味のスラーブとカットボール）、二種類のスクリューボール、一方でフォークボール、カーブを投げ分ける。フォークボールは回転のない独特の軌道で落ちるため、アマチュア時代は1試合に1・2球投げる程度だった。また、クイックモーションや、一塁へのカバーリングに長けている。
2018年に西武へ移籍してからは、本拠地・メットライフドームとの相性の良さを発揮。2019年までの一軍公式戦では、2018年のセ・パ交流戦で中日相手に黒星を喫したものの、通算16試合の先発登板で9勝1敗という好成績を残した。

## 人物
愛称は、JXエネルギー（ENEOS）のイメージキャラクターに容姿が似ていることから付けられた「エネゴリ」、「ゴリ」。またつの丸の漫画『モンモンモン』にも似ているとされ、2016年にはタイガースおよび榎田とのコラボグッズが発売される。
地元出身の先輩である福留孝介が中日ドラゴンズに在籍していた縁から、元々は中日ファンで、自身と同じ左腕投手の岩瀬仁紀（中日）に憧れていた。阪神時代には、岩瀬と同じ背番号13を着用。入団1年目の2011年に出場したオールスターゲームでは、当時のチームメイトだった藤川球児の計らいで、岩瀬とのキャッチボールに漕ぎ着けた。
EXILEの黒木啓司が高校の硬式野球部の7年先輩にあたる縁から、阪神入団当初から登場曲をEXILE、EXILE THE SECONDの楽曲にしている。

## 家族
阪神2年目の2012年3月1日に、東京ガス時代に知り合った3歳年上の一般女性との結婚を発表。実際に結婚したのは同年3月14日で、ちょうど6年後に、阪神球団から西武へのトレードを通告された。
日本文理大学から日本新薬へ入社した2歳下の実弟・宏樹は、自身と同じ左腕投手として、同社硬式野球部で活躍した。チームのエースとして出場した2016年のJABA東京スポニチ大会では、2試合連続完封勝利でチームを優勝へ導くとともに、MVPに選ばれた。難病のクローン病と闘いながらも活躍を続け、奇しくも自身と同じく2021年シーズンをもって現役を退き、社業に専念している。

## 詳細情報

### 年度別投手成績
| 年 度      | 球 団      | 登 板 | 先 発 | 完 投 | 完 封 | 無 四 球 | 勝 利 | 敗 戦 | セ 丨 ブ | ホ 丨 ル ド | 勝 率 | 打 者 | 投 球 回 | 被 安 打 | 被 本 塁 打 | 与 四 球 | 敬 遠 | 与 死 球 | 奪 三 振 | 暴 投 | ボ 丨 ク | 失 点 | 自 責 点 | 防 御 率 | W H I P |
| ---------- | ---------- | ----- | ----- | ----- | ----- | -------- | ----- | ----- | -------- | ----------- | ----- | ----- | -------- | -------- | ----------- | -------- | ----- | -------- | -------- | ----- | -------- | ----- | -------- | -------- | ------- |
| 2011       | 阪神       | 62    | 0     | 0     | 0     | 0        | 3     | 3     | 1        | 33          | .500  | 259   | 63.1     | 43       | 3           | 28       | 2     | 4        | 71       | 4     | 0        | 19    | 16       | 2.27     | 1.12    |
| 2012       | 阪神       | 48    | 0     | 0     | 0     | 0        | 3     | 3     | 2        | 21          | .500  | 188   | 42.1     | 36       | 2           | 20       | 3     | 8        | 37       | 2     | 0        | 13    | 11       | 2.34     | 1.32    |
| 2013       | 阪神       | 16    | 16    | 0     | 0     | 0        | 4     | 9     | 0        | 0           | .308  | 389   | 92.1     | 70       | 11          | 38       | 0     | 8        | 78       | 5     | 0        | 39    | 37       | 3.61     | 1.17    |
| 2014       | 阪神       | 24    | 7     | 0     | 0     | 0        | 2     | 1     | 0        | 2           | .667  | 216   | 44.2     | 60       | 2           | 20       | 0     | 6        | 42       | 3     | 0        | 38    | 35       | 7.05     | 1.81    |
| 2015       | 阪神       | 8     | 0     | 0     | 0     | 0        | 0     | 0     | 0        | 0           | ----  | 42    | 8.2      | 9        | 1           | 4        | 0     | 1        | 8        | 0     | 0        | 11    | 10       | 10.38    | 1.50    |
| 2016       | 阪神       | 35    | 0     | 0     | 0     | 0        | 1     | 1     | 0        | 3           | .500  | 174   | 39.2     | 39       | 6           | 16       | 0     | 3        | 32       | 2     | 0        | 19    | 19       | 4.31     | 1.39    |
| 2017       | 阪神       | 3     | 0     | 0     | 0     | 0        | 0     | 0     | 0        | 1           | ----  | 30    | 6.1      | 10       | 0           | 2        | 0     | 0        | 6        | 0     | 0        | 2     | 1        | 1.42     | 1.89    |
| 2018       | 西武       | 23    | 22    | 0     | 0     | 0        | 11    | 4     | 0        | 0           | .733  | 566   | 132.2    | 132      | 14          | 40       | 0     | 14       | 98       | 0     | 0        | 53    | 49       | 3.32     | 1.30    |
| 2019       | 西武       | 13    | 13    | 0     | 0     | 0        | 4     | 3     | 0        | 0           | .571  | 319   | 69.0     | 86       | 12          | 21       | 0     | 9        | 33       | 2     | 0        | 54    | 50       | 6.52     | 1.55    |
| 2020       | 西武       | 5     | 5     | 0     | 0     | 0        | 1     | 1     | 0        | 0           | .500  | 103   | 24.0     | 26       | 4           | 6        | 0     | 1        | 9        | 0     | 0        | 14    | 14       | 5.25     | 1.33    |
| 通算：10年 | 通算：10年 | 237   | 63    | 0     | 0     | 0        | 29    | 25    | 3        | 60          | .537  | 2286  | 523.0    | 511      | 55          | 195      | 5     | 54       | 414      | 18    | 0        | 262   | 242      | 4.16     | 1.35    |

- 各年度の太字はリーグ最高

### 年度別守備成績
| 年 度 | 球 団 | 投手  | 投手  | 投手  | 投手  | 投手  | 投手     |
| 年 度 | 球 団 | 試 合 | 刺 殺 | 補 殺 | 失 策 | 併 殺 | 守 備 率 |
| ----- | ----- | ----- | ----- | ----- | ----- | ----- | -------- |
| 2011  | 阪神  | 62    | 4     | 10    | 0     | 2     | 1.000    |
| 2012  | 阪神  | 48    | 3     | 9     | 0     | 0     | 1.000    |
| 2013  | 阪神  | 16    | 7     | 21    | 0     | 0     | 1.000    |
| 2014  | 阪神  | 24    | 2     | 13    | 0     | 0     | 1.000    |
| 2015  | 阪神  | 8     | 1     | 2     | 1     | 0     | .750     |
| 2016  | 阪神  | 35    | 2     | 8     | 0     | 0     | 1.000    |
| 2017  | 阪神  | 3     | 0     | 1     | 0     | 0     | 1.000    |
| 2018  | 西武  | 23    | 4     | 29    | 0     | 4     | 1.000    |
| 2019  | 西武  | 13    | 3     | 13    | 0     | 0     | 1.000    |
| 2020  | 西武  | 5     | 1     | 3     | 0     | 1     | 1.000    |
| 通算  | 通算  | 237   | 27    | 109   | 1     | 7     | .993     |

### 記録
初記録
投手記録
- 初登板・初ホールド：2011年4月16日、対中日ドラゴンズ2回戦（ナゴヤドーム）、6回裏に2番手で救援登板、2回無失点
- 初奪三振：同上、6回裏にジョエル・グスマンから空振り三振
- 初勝利：2011年5月24日、対埼玉西武ライオンズ2回戦（阪神甲子園球場）、7回表に4番手で救援登板、2回無失点
- 初セーブ：2011年7月7日、対中日ドラゴンズ9回戦（ナゴヤドーム）、11回裏から3番手で救援登板・完了、1回1失点
- 初先発：2013年4月4日、対中日ドラゴンズ3回戦（京セラドーム大阪）、8回1失点（自責点0）で敗戦投手
- 初先発勝利：2013年4月11日、対読売ジャイアンツ3回戦（阪神甲子園球場）、7回2/3無失点

打撃記録
- 初安打：2013年4月25日、対中日ドラゴンズ6回戦（ナゴヤドーム）、5回表に岩田慎司から中前安打

その他の記録
- オールスターゲーム出場：1回（2011年）

### 背番号
- 13（2011年 - 2018年3月15日）
- 30（2018年3月16日 - 2021年）
- 85（2024年 - ）

### 登場曲
- 「FIREWORKS」EXILE（2011年 - 2012年）
- 「24karats -type EX-」EXILE（2013年、登板時）
- 「男は気持ちを伝えたい」ET-KING（2013年、打席時）
- 「HEAD BANGIN'」THE SECOND from EXILE（2014年 - 2016年）
- 「SUPER FLY」EXILE THE SECOND（2017年 - 2018年）
- 「日昇る光に ～Pray for Now～」EXILE THE SECOND（2019年）[60]